# Thomas-Morse S-4
Thomas-Morse S-4 – amerykański samolot szkolenia zaawansowanego z okresu I wojny światowej. S-4, popularnie znany jako Tommy lub Tommy Scout był najbardziej znanym amerykańskim samolotem z okresu I wojny światowej. Został zaprojektowany w Thomas-Morse Aircraft jako prywatna inicjatywa tej firmy i po jego oblataniu został przyjęty do służby w United States Army Air Service. Wyprodukowano ponad 600 egzemplarzy tego samolotu w podstawowych wersjach S-4B i C, kilka w wersji wodnosamolotu S-5 i pojedyncze egzemplarze stanowiąca wersje rozwojowe tej maszyny. Po wojnie większość samolotów została sprzedana na ryku cywilnym, gdzie były bardzo popularnymi samolotami sportowymi i wyścigowymi. Maszyny tego typu używane były także w hollywoodzkich filmach, gdzie często były „ucharakteryzowane” i udawały inne samoloty – amerykańskie, francuskie i niemieckie. Kilka samolotów S-4B/C przetrwało do czasów dzisiejszych i niektóre z nich ciągle mogą latać.

## Projekt i rozwój

### Geneza
Samolot został zaprojektowany w Thomas-Morse Aircraft, powstałej w 1917 wytwórni lotniczej, której współzałożycielami byli bracia William i Oliver Thomas. Głównym projektantem firmy był B. Douglas Thomas (przypadkowa zbieżność nazwisk, bracia Thomas nie byli z nim spowinowaceni), który wcześniej pracował dla Vickersa i Sopwitha. Prace projektowe nad nowym samolotem rozpoczęto po przyłączeniu się Stanów Zjednoczonych do wojny, w tym czasie firma koncentrowała się na projektowaniu i budowaniu jednosilnikowych scoutów

### Prace projektowe
Prace projektowe rozpoczęły się pod koniec 1916. W zaprojektowanym przez Thomasa samolocie widać wyraźnie wpływy jego wcześniejszych doświadczeń u Sopwitha. Ogon samolotu i układ skrzydeł był bardzo zbliżony do użytego w samolocie Sopwith Tabloid. Górny płat samolotu był bardzo przesunięty do przodu w stosunku do dolnego płata, różnica w przesunięciu skrzydeł była rzekomo największa we wszystkich dotychczasowych dwupłatach, w późniejszym czasie ten charakterystyczny szczegół konstrukcyjny był bardzo dokładnie badany na wytrzymałość.
Poza charakterystycznym układem skrzydeł, był to całkowicie konwencjonalny dwupłat ówczesnego okresu. Samolot był napędzany silnikiem rotacyjnym, które stanowił wówczas nowość w Stanach Zjednoczonych. Do napędu prototypu użyto budowanego licencyjnie w General Vehicle Company 9-cylindrowego silnika typu Gnome Monosoupape o mocy 100 KM. Samolot otrzymał oznaczenia S-4.

### Testy
Prototyp został oblatany w czerwcu 1917 w siedzibie firmy z Ithaca przez Franka Burnside’a. W testach samolot osiągnął prędkość 95 mil na godzinę (153 km/h). W słowach innego oblatywacza zakładów, Paula D. Wilsona, prototyp samolotu „dobrze lądował i jego ogólne właściwości pilotażowe nie były złe jak na ówczesne czasy”.
W lecie 1917 samolot został dostarczony do bazy Army Experimental Air Station w Hampton (współcześnie Langley Field), gdzie został oceniony jako potencjalny samolot szkolenia zaawansowanego i myśliwskiego. Bardzo negatywnie oceniono 100-konny silnik prototypu jako nienadający się do długotrwałych lotów i nadający się tylko na krótkie loty pokazowe czy szkoleniowe, uznano także, iż samolot był ciężki na ogon. Prototyp łącznie przebywał w powietrzu około 250 godzin, zanim został wpisany do rejestru.
Po ewaluacji samolotu, warsztaty lotnicze Armii, Engineering Division, zwróciły się do Thomas-Morse z kilkoma sugestiami, które miały poprawić osiągi i cechy pilotażowe samolotu. Zasugerowano między innymi, aby skrócić kadłub o dwie stopy i dziewięć cali (ok. 83 cm), zmienić urządzenie sterowe typu Deperdussin (przypominające nieco dzisiejszy wolant) na zwykły drążek sterowy), zmniejszyć powierzchnie płaszczyzn sterowych i wprowadzić stalowe krawędzie natarcia na skrzydłach, zmienić oprzyrządowanie kokpitu i wzmocnić konstrukcję płozy ogonowej.
Po wprowadzonych zmianach, samolot otrzymał oznaczenia S-4B, 3 października 1917 zamówiono 100 samolotów (numery seryjne Armii 4276/75). Było to wówczas największe zamówienia złożone w Thomas-Morse Aircraft, poprzedni największy kontrakt opiewał na 25 samolotów Thomas Brothers T-2 zamówionych przez Wielką Brytanię.
Drugi prototyp, z już wprowadzonymi zmianami, został oblatany w listopadzie, ale 21 grudnia został całkowicie rozbity przy lądowaniu w Cornell University, za jego sterami siedział wówczas Tex Marshall.

## Służba

### United States Army Air Service
Silnik Gnome, już od początku uważany za problematyczny, w służbie potwierdził swoją zła reputację. W normalnym użytkowaniu zużywał ponad 11 litrów oleju rycynowego na godzinę, pokrywając nim prawą część kadłuba i prawe skrzydło. Problemem był ciśnieniowy system paliwa, który w razie wypadku rozpylał paliwo na gorący silnik. Samolot miał także inne problemy, które nie zostały dostrzeżone w trakcie testowania lub też nie zostały odpowiednio naprawione - lotki były bardzo „ciężkie” (wymagały wiele siły do ich użycia) i nie były dobrze skoordynowane z pozostałymi sterami, przy niskich temperaturach kable kontrolne skracały się i stery stawały się jeszcze trudniejsze w użyciu, a przy dużych prędkościach występowało trzepotanie sterów. Pomimo tych problemów samolot był uważany za udany i był lubiany, ceniono jego szybki start, dużą prędkość wznoszenia i wysoki pułap praktyczny.
Ponieważ samolot był ogólnie oceniany pozytywnie i w szkołach latania potrzebnych było więcej samolotów, 9 stycznia 1918 zamówiono 400 następnych samolotów tego typu w nieco poprawionej wersji S-4C. Główne różnice polegały na zmienionym systemie kontroli lotek używającym wałków skrętnych i popychaczy wzorowanych na systemie sterowym używanym w samolotach Nieuport. Nielubiane silniki Gnome zostały zastąpione następne licencyjnymi Le Rhône C-9 o mocy 80/90 KM budowanymi w Stanach Zjednoczonych przez United Switch and Signal Company - ten silnik zużywał niecałe cztery litry oleju na godzinę. W samolotach wprowadzono także możliwość zainstalowania pojedynczego karabinu maszynowego Marlin. Z tego zamówienia, pierwszych 50 maszyn używało jednak silników Gnome z powodu niedostępności preferowanego Le Rhône (numery seryjne Armii 41359/408), silnik Le Rhône użyto dopiero w pozostałych 350 samolotach (n/s 38633/982).
Wraz ze wzrastającym amerykańskim wysiłkiem wojennym wzrosło zapotrzebowania na samoloty szkolne. W sierpniu 1918 zamówiono następnych 150 samolotów w wersji C, a 4 października następnych 500, ale już 2 grudnia zamówienia zostały anulowane. Z sierpniowego zamówienia zbudowano 97 maszyn (n/s 44578/674), zdążono także wyprodukować dodatkowe części, z których można było złożyć ponad 200 dodatkowych samolotów.
Łącznie zbudowano 601 samolotów w wersjach B i C:
- pierwszy prototyp S-4
- prototyp S-4B
- 100 samolotów w serii S-4B
- 400 samolotów pierwszej serii S-4C
- 97 maszyn drugiej serii S-4C
- jeden S-4C zbudowany przez firmę na własne potrzeby
- prototypowy wodnosamolot dla United States Navy (zobacz w sekcji niżej)

Samoloty używane były w głównych szkołach latania Armii - Carlstrom Field, Gerstner Field i Rockwell Field. Pomimo że nie brał bezpośrednio udziału w walkach, Tommy Scout był najbardziej popularnym amerykańskim samolotem z okresu I wojny światowej i w zakładach Thomas-Morse zbudowano więcej egzemplarzy tego samolotu niż jakiegokolwiek innego modelu.
Jeden S-4B (numer seryjny Armii 4355) był testowany na lotnisku McCook Field jako P-26.
Przynajmniej jeden samolot (A-758) był testowany z wyższym, ale węższym sterem kierunku.

### United States Navy

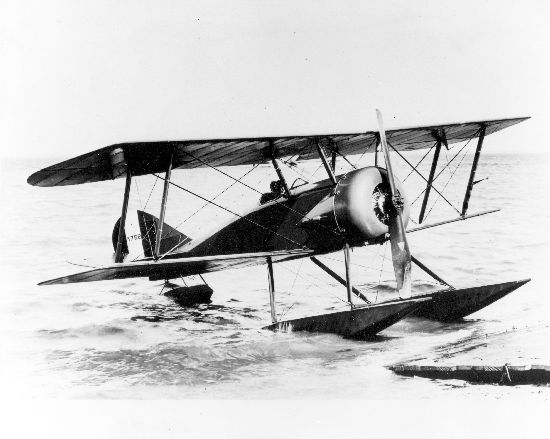
Wodnosamolot S-5

Jeden z S-4 został eksperymentalnie wyposażony w pływaki i był testowany jako wodnosamolot]. Po próbach na jeziorze Cayuga, w 1918 zbudowano sześć samolotów Thomas-Morse S-5 (numery seryjne Marynarki BuA-757/62) – były to samoloty w wersji S-4B wyposażone w pływaki skopiowane z wodnosamolotu Sopwitch Baby. Samoloty używane były w Naval Air Station Dinner Key.
Oprócz tego Marynarka używała także 14 samolotów wypożyczonych od Armii – dziesięciu S-4B i czterech S-4C

### Użytkownicy cywilni
Po ich demobilizacji, Tommmy Scout był bardzo popularnym samolotem na rynku cywilnym. Ponad 60 z nich zostało zakupionych i zarejestrowanych przez prywatnych użytkowników pod koniec lat 20. Niektóre otrzymały nowe silniki Super-Rhône ZR-1 lub ZR-2 budowane licencyjnie przez Tips and Smith Incorporated, wiele było napędzanych chłodzonymi wodą silnikami Curtiss OX-5 o mocy 90 KM i zostały zmodyfikowane przez wstawienie fotelu pasażera za fotelem pilota. Kilka samolotów zostało także przebudowanych do wersji z siedzeniami obok siebie.
Prywatni właściciele dokonywali wielu modyfikacji, niektóre z nich zostały przebudowane na jednopłaty ze skrzydłem typu parasol. Niektóre części skrzydeł były używane przy produkcji pierwszych egzemplarzy popularnego samolotu Heath Parasol. Jeden został wypożyczony do linii Northwest Airways, gdzie służył jako samolot pocztowy.
Tommy był często używany przez Hollywood z powodu jego „pospolitego” wyglądu – odpowiednio pomalowany i z niewielkimi przeróbkami w filmach udawał różnego typu samoloty brytyjskie, francuskie i niemieckie. W Aniołowie piekieł grające w filmie S-4 miały nieco przebudowany ogon i wycięcie w górnym płacie, przez co udawały samoloty Sopwith Camel. W filmie The Sky Raider z 1925 S-4C udawały niemieckie samoloty. W późniejszym czasie wiele z jeszcze istniejących S-4 nie mogło już latać i często służyły jako statyczne rekwizyty, ale w 1956 wyremontowany S-4B zagrał w filmie Lafayette Escadrille, gdzie udawał francuski myśliwiec.
S-4 był popularnym samolotem wyścigowym. S-4C pilotowany przez H.F. Cole’a zdobył drugie miejsce w 1923 National Air Races, inny (rejestracja G-CAEH) brał udział w wyścigach w Dayton w 1924, a zmodyfikowany S-4C z silnikiem Curtiss OX-5 zdobył drugie miejsce w wyścigu On to Dayton także w 1924.
Rok później, zmodyfikowany S-4E z chłodzonym cieczą Aeromarine 737 o mocy 135 KM i nazwany Space-Eater (dosł.„połykacz przestrzeni”) zdobył pierwsze miejsce w wyścigach Free-for-All w Nowym Jorku ze średnią prędkością 165 km/h. Drugie miejsce w tych samych wyścigach zdobył S-4B (silnik Curtiss OX-5), a pilotowany przez Robe’a Space-Eater, wygrał także zawody B. B. T Trophy w 1927.
Współcześnie zachowało się przynajmniej kilka egzemplarzy samolotu w różnych muzeach w Stanach Zjednoczonych, przynajmniej dwa samoloty tego typu ciągle jeszcze odbywają loty.

## Opis konstrukcji
Samoloty typu s-4 miały całkowicie konwencjonalną i standardową konstrukcję na ówczesne czasy. Dwupłaty miały konstrukcję głównie drewnianą, krytą płótnem z długimi, wąskimi skrzydłami. Górne skrzydło miało 26 stóp i sześć cali rozpiętości, a dolne 25 stóp i sześć cali (8,08 i 7,77 m), cięciwa górnego skrzydła wynosiła pięć stóp i sześć cali, a dolnego cztery stopy i trzy cale (1,67 i 1,29 m). Łącznie powierzchnia skrzydeł wynosiła 234 stopy kwadratowe, z czego 25 stóp kwadratowych było poświęconych na lotki (23,6 i 2,3 m²). Górny płat był przesunięty do przodu, w zależności od modelu, o 29–32 cale (73–81 cm). Było to rzekomo największe przesunięcie skrzydeł we wszystkich dotychczasowych dwupłatach i ich wytrzymałość została bardzo dokładnie zbadana. W statycznych próbach strukturalnych, górne skrzydło zostało obciążone workami z piaskiem o łącznej masie wynoszącej ponad siedem razy więcej niż masa samolotu bez spowodowania żadnych stałych odkształceń.
Kadłub miał konstrukcję drewnianą (świerk i jarząb) i był kryty płótnem, jedynymi metalowymi częściami konstrukcji kadłuba były aluminiowa osłona silnika i zapory ogniowej pomiędzy silnikiem, a kabiną pilota.

## Dane taktyczno-techniczne
|                                   | S-4B                          | S-4C            | S-4E              | S-5                           |
| --------------------------------- | ----------------------------- | --------------- | ----------------- | ----------------------------- |
| Silnik                            | Gnome Monosoupape 9-B, 100 KM | Le Rhône, 80 KM | Le Rhône 9, 80 KM | Gnome Monosoupape 9-B, 100 KM |
| Rozpiętość skrzydeł (m)           | 8,22                          | 8,07            | 6,85              | 8,07                          |
| Powierzchnia skrzydeł (m²)        | 22,29                         | 21,74           | 21,74             | 21,74                         |
| Długość (m)                       | 6,19                          | 6,04            | 5,89              | 6,93                          |
| Wysokość (m)                      | 2,56                          | 2,46            | 2,13              | 2,92                          |
| Masa własna ((kg)                 | 404                           | 437             | ?                 | ?                             |
| Masa startowa (kg)                | 618                           | 603             | 522               | 680                           |
| Prędkość na poziomie morza (km/h) | 153                           | 156             | 180               | 153                           |

## Charakterystyka
Samolot charakteryzowała stosunkowo duża prędkość własna (jak na użyty silnik), dobra prędkość wznoszenia i niezłe właściwości pilotażowe, ale we wszystkich wersjach Tommy Scout, jak był popularnie nazywany, podobnie jak jego pierwszy prototyp, był ciężki na ogon i miał duże skłonności do zarzucenia przy kołowaniu po lądowaniu (ground loop).
Maszyna uważana była za bardzo zwrotną i znakomicie nadającą się do roli samolotu szkolenia zaawansowanego. Podobnie jak inne samoloty z silnikami rotacyjnymi, niektóre figury akrobatyczne były trudniejszego do wykonania z racji efektu żyroskopowego tworzonego przez szybko wirujący silnik - pętla wymagała usunięcia ograniczników sterów statecznika i maksymalnego wysunięcia steru kierunku w lewo. Obracający się w prawo silnik powodował, że w niektórych sytuacjach (na przykład od razu po oderwaniu się samolotu od ziemi) jego efekt żyroskopowy był w stanie przemóc działanie sterów i doprowadzić do katastrofy. Nie zalecano wykonywania korkociągu zamierzonego w prawą stronę na wysokości mniejszej niż 4000 stóp (ok. 1200 metrów).

## Wersje
W lecie w 1918 i bezpośrednio po zakończeniu wojny opracowano kilka dodatkowych wariantów samolotu.
S-4E
Samolot szkolenia akrobacyjnego – został wyposażony w silnik Le Rhône o mocy 110 KM, miał zwężające się ku końcówkom skrzydła, zmienione płaszczyzny sterowe i nowe podwozie. Górne skrzydło miało rozpiętość 6,7 metra, a dolne 4,3 metry. Łącznie skrzydła miały około 10 m² powierzchni mniej. Także w tej wersji samolot był ciężki na ogon, dodatkowo miał bardzo mało prześwitu pomiędzy śmigłem i ziemią, przez co był bardzo trudny do startu. Samolot znakomicie nadawał się do akrobacji, mógł wykonywać bardzo szybkie beczki autorotacyjne i zapewne, z pewnymi modyfikacjami, mógłby zostać zaakceptowany do służby jako samolot szkolenia zaawansowanego, ale silniki rotacyjne wyszły już wówczas z użycia i pod tym względem należał on do przeszłej ery. Ostatecznie zakupił go Basil Rowe, który używał go z dużym sukcesem jako samolot wyścigowy (zobacz sekcję użytkownicy cywilni)
S-5
Wodnosamolot zbudowany dla United States Navy
S-6
Wersja S-4C z przedłużonym o dziesięć cali (25 cm) kadłubem i ze skrzydłami o takiej o równej rozpiętości wynoszącej 29 stóp (8,8 m). Samolot miał dwa pojedyncze kokpity, napędzany był 80-konnym silnikiem Le Rhône i został zaprojektowany jako cywilny samolot szkolny lub sportowy. Z wyjątkiem ciężkiego ogona samolot miał znakomite właściwości pilotażowe i czasami jest określany jako najlepszy samolot z silnikiem rotacyjnym kiedykolwiek zbudowany.
S-7
Jedyny samolot Thomasa-Morse’a, który nie był zaprojektowany przez B.D. Thomasa, jego głównym projektantem był William T. Thomas. Miał taki sam silnik jak jego poprzednik i był także dwumiejscowy, ale miał większą rozpiętość skrzydeł (32 stopy - 9,7 m) i tylko jeden kokpit z fotelami pilotów umieszczonymi obok siebie. Z racji umieszczenia foteli pilotów obok siebie, a nie jak zazwyczaj jednego za drugim, samolot był reklamowany jako „Sociable Seater” (w luźnym tłumaczeniu - „z towarzyską kabiną”).
S-9
Ostatnim samolotem z tej serii był S-9 z silnikiem o znacznie większej mocy (Lawrence J-1 – 200 KM) i kadłubem krytym blachą falistą. Samolot był testowany przez Armię, ale został zniszczony w wypadku lotniczym.

## Zachowane egzemplarze
| Model | Właściciel                         | Rejestracja/ Numer identyfikacyjny | Numer seryjny | Numery seryjny Armii | Silnik           | Uwagi                                                       |
| ----- | ---------------------------------- | ---------------------------------- | ------------- | -------------------- | ---------------- | ----------------------------------------------------------- |
| S-4B  | Właściciel prywatny                | N 74W (ex. 7077)                   | 153           | ?                    | Le Rhône 80 KM   | Latający, wypożyczony do Muzeum USAF w Dayton               |
| S-4C  | Westarn Reserve Historical Society | ex. 5452                           | 633           | 44610                | Gnone 100 KM     | Nielatający, w muzeum Thompson Production Museum Collection |
| 5-4C  | USAF Museum                        | ex. 7695                           | ?             | 38944                | Le Rhône 80 KM   | Nielatający                                                 |
| S-4C  | Właściciel prywatny                | N 38976 (ex. 18128)                | ?             | 38978                | Le Rhône 80 KM   | Latający                                                    |
| S-4C  | Właściciel prywatny                | N 1115                             | 552           | 38934                | Le Rhône 80 KM   | Latający ale na wystawie w muzeum Smithsonian               |
| S-4C  | Właściciel prywatny                | ?                                  | ?             | 38898                | Ken ROyce 120 KM | Latający                                                    |
| S-4C  | Właściciel prytany                 | ex. 3932                           | ?             | 38882                | Le Rhône 80 KM   | Odbudowywany                                                |
| S-4C  | Właściciel prywatny                | ex. 3905, ex. C-1358               | ?             | 38910                | ?                | Odbudowywany                                                |
| S-4C  | Właściciel prywatny                | ?                                  | ?             | ?                    | Le Rhône 80 KM   | Części z dwóch samolotów, odbudowywany                      |
| S-4C  | Właściciel prywatny                | ?                                  | ?             | ?                    | Le Rhône 80 KM   | Części z dwóch samolotów                                    |